# Peary-Land Ekspeditionen
Peary-Land Ekspeditionen er en dansk ekspeditionsfilm instrueret af Eigil Knuth.

## Handling
I det store arbejde, der fra dansk side er blevet gjort gennem årene for at udforske polaregnene - og især Grønland - har hæren og flåden ofte ydet en stor indsats ved at stille mænd og materiel til rådighed. Således også i 1938, da dr. Lauge Koch foretog en flyveekspedition til det nordøstlige Grønland, kaldet Peary Land. Filmen er også kendt som Mørkefjordsekspeditionen. Bemærk, at denne film ikke omhandler Eigil Knuths berømmede Peary Land-ekspeditioner, der finder sted senere, nemlig fra 1947 og fremefter. Optagelser derfra kan ses i Vejen mod Nord (1948) og Danmark bag polarkredsen (1947).